# Bozjowa
Bozjowa (bułg. Бозьова) – wieś w południowej Bułgarii, znajdująca się w obwodzie Pazardżik, w gminie Welingrad. Położona w górskim rejonie.